# Bernard Mikulic
Bernard Mikulic, född 5 maj 1968 i Malmö, är en svensk journalist, utrikeskorrespondent och nyhetsuppläsare som sedan 1996 är verksam vid SVT i Malmö.
År 2023 i programmet Mauri – vad hände sen?, fick Mikulic återse flickan som fick honom att bryta ut i en lång skrattattack i direktsändning av Sydnytt 2003.